# Горішній Таванкут
Горішній Таванкут (серб. Горњи Таванкут) — село в Сербії, належить до общини Суботиця Північно-Бацького округу в багатоетнічному, автономному краю Воєводина.

## Населення
Населення села становить 1399 осіб (2002, перепис), з них:
- хорвати — 546 — 39,53%;
- бунєвці — 481 — 34,82%;
- серби — 100 — 7,24%;
- югослави — 94 — 6,80%;

Решту жителів  — з різних етносів, зокрема: мадяри, югослави, німці і кілька русинів-українців.